# Бонефелд
Бонефелд (њем. Bonefeld) општина је у њемачкој савезној држави Рајна-Палатинат. Једно је од 62 општинска средишта округа Нојвид. Према процјени из 2010. у општини је живјело 962 становника. Посједује регионалну шифру (AGS) 7138005.

## Географски и демографски подаци
Бонефелд се налази у савезној држави Рајна-Палатинат у округу Нојвид. Општина се налази на надморској висини од 345 метара. Површина општине износи 5,2 km². У самом мјесту је, према процјени из 2010. године, живјело 962 становника. Просјечна густина становништва износи 185 становника/km².

## Међународна сарадња
| Мјесто | Држава    | Врста сарадње | Од    |
| ------ | --------- | ------------- | ----- |
|        | Француска | партнерство   | 2005. |
| Извор  |           |               |       |